# Chanteloup (Ille-et-Vilaine)
Chanteloup is een gemeente in het Franse kanton Le Sel-de-Bretagne dat behoort tot het departement Ille-et-Vilaine (regio Bretagne). De plaats maakt deel uit van het arrondissement Redon. Chanteloup telde op 1 januari 2022 1.881 inwoners.

## Geografie
De oppervlakte van Chanteloup bedroeg op 1 januari 2022 17,53 vierkante kilometer; de bevolkingsdichtheid was toen 107,3 inwoners per km².

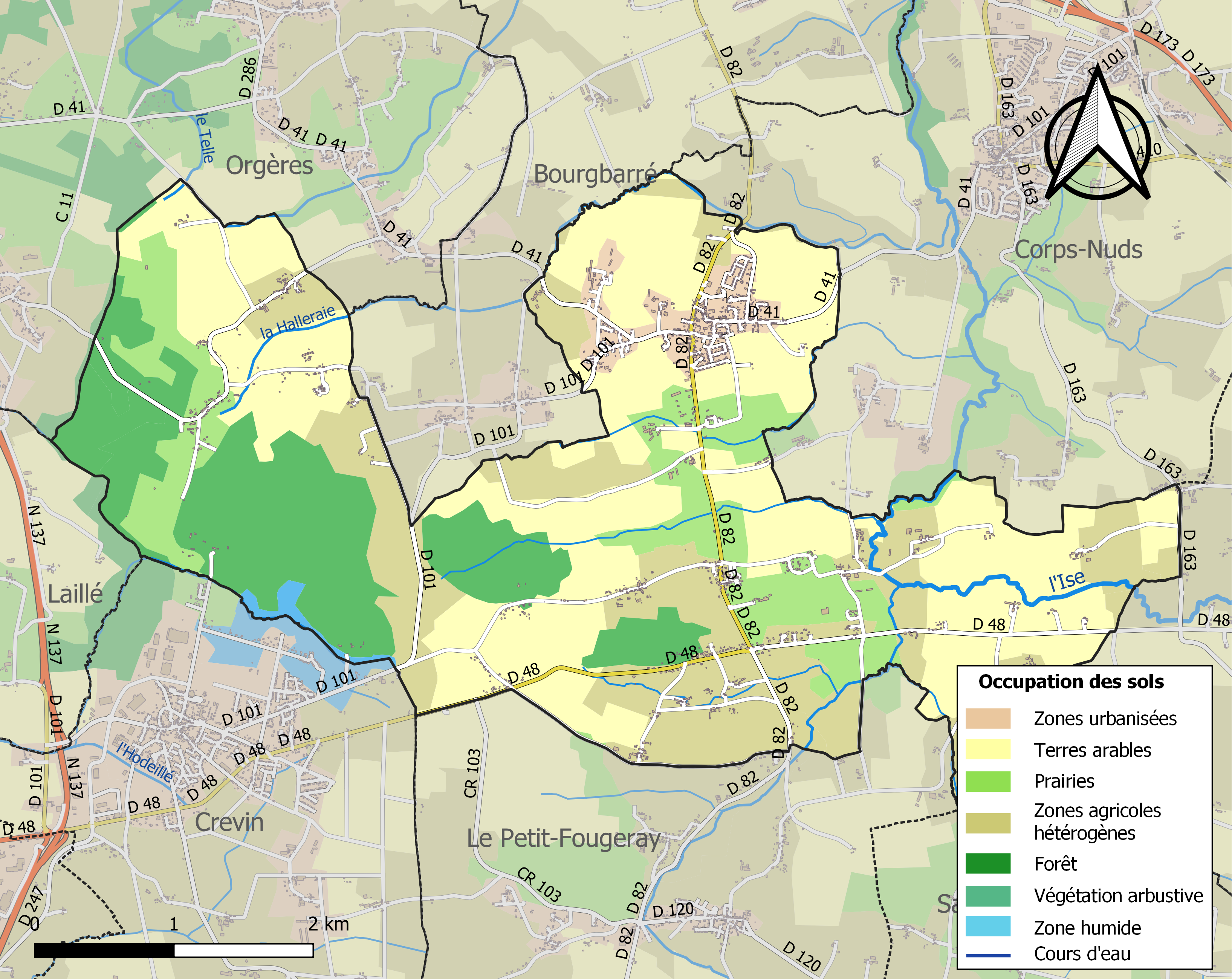
Kaart van de gemeente met belangrijkste infrastructuur, bodemgebruik en omliggende gemeenten

## Demografie
Onderstaande figuur toont het verloop van het inwonertal (bron: INSEE-tellingen).